# Odd Eriksen
Pour les articles homonymes, voir Eriksen.
Odd Eriksen, né le 11 mars 1955 à Sandnessjøen et mort le 11 février 2023, est un homme politique norvégien.
Il fut ministre du Commerce et de l'Industrie du 17 octobre 2005 au 29 septembre 2006.

## Biographie

### Famille
Odd Eriksen est marié et père de trois enfants.